# Walter Donat (Politiker)
Walter Donat (* 26. Januar 1882 in Cloppenburg; † 29. April 1960 in Goddelau) war ein hessischer Politiker (DDP) und Abgeordneter des Landtags des Volksstaates Hessen in der Weimarer Republik.

## Leben
Walter Donat war der Sohn des Postmeisters Alfred Donat und dessen Frau Emma Ulrike Luise Maria Regine Fanny geborene Göldner. Er heiratete am 28. Dezember 1907 Pauline Wilhelmine Anna geborene Wilckens und am 21. August 1943 in zweiter Ehe Emilie Karoline Selma Louise geborene Michelstädter. 
Walter Donat war Apotheker in Goddelau.

## Politik
Walter Donat war von 1928 bis 1931 für die DDP hessischer Landtagsabgeordneter.

## Ehrungen
- 1952: Verdienstkreuz am Bande der Bundesrepublik Deutschland